# Centaurea uniflora
Centaurea uniflora es una especie de planta perenne herbácea perteneciente a la familia Asteraceae.

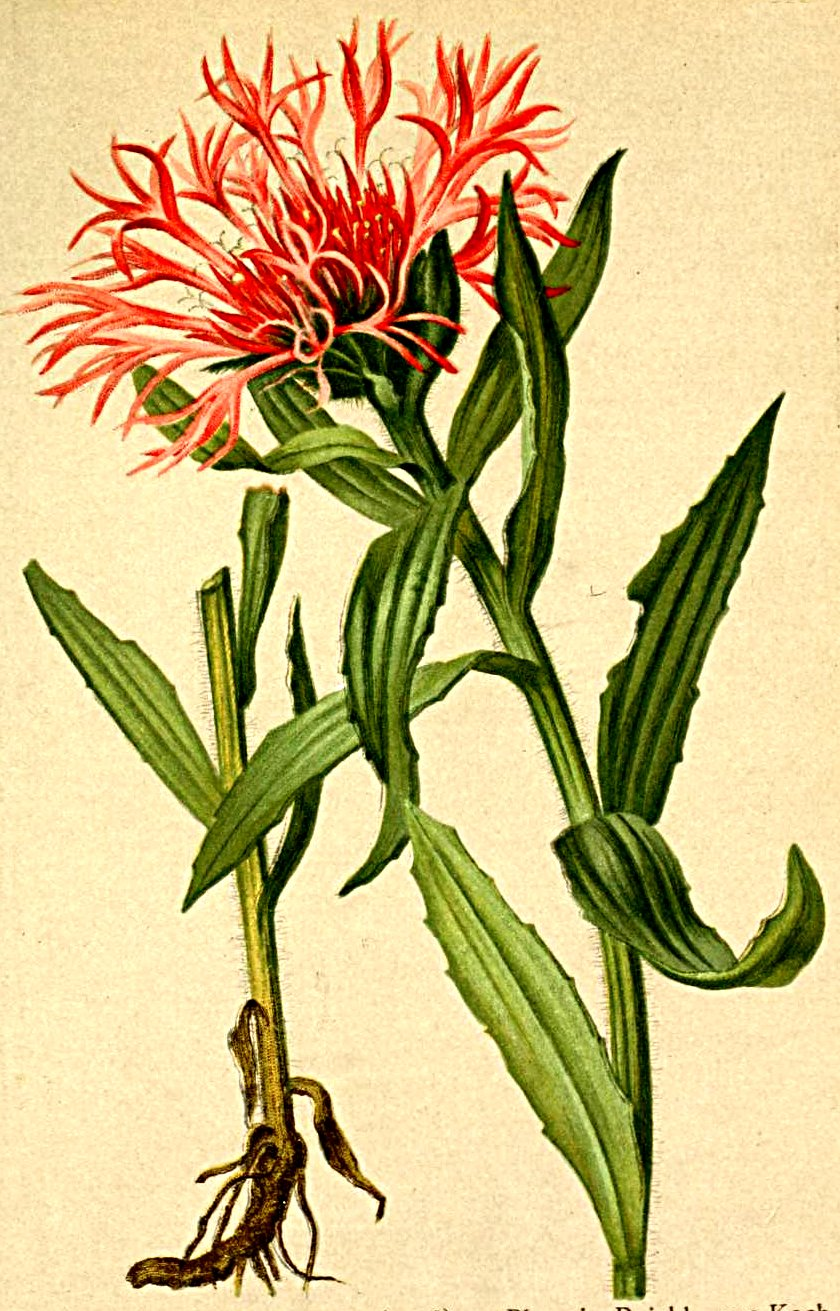
Ilustración

## Descripción
Centaurea uniflora alcanza un tamaño de 40-50 cm de altura. Está densamente cubierta de pelo áspero corto. El tallo es erecto, frondoso y sólo tiene una llamativa flor de color púrpura-rosa. Las hojas son verde-gris con puntos, lanceoladas, estrechas y más pequeñas de un centímetro. El período de floración se extiende de julio a septiembre. Los frutos son aquenios de color marrón grisáceo.

## Distribución
Centaurea uniflora se distribuye por Austria, Albania, Bulgaria, Montenegro, Francia, Grecia, Italia, Hungría, Macedonia, Rumania, Slovenia, Serbia y Suiza. 

## Hábitat
Esta planta alpina se produce en las zonas montañosas del sureste de Europa en altitudes superiores a 1500 m, en suelos cálidos y secos y ricos en nutrientes que se encuentran en prados y laderas.

## Taxonomía
Centaurea uniflora fue descrita por Antonio Turra y publicado en Mantissa Plantarum 118. 1767
Etimología
Centaurea: nombre genérico que procede del griego kentauros, hombres-caballos que conocían las propiedades de las plantas medicinales.
uniflora: epíteto latino que significa "con una flor".
Subspecies
- Centaurea uniflora subsp. davidovii  (Urum.) Dostál
- Centaurea uniflora subsp. ferdinandi  (Gren.) Bonnier
- Centaurea uniflora subsp. nervosa  (Willd.) Bonnier et Layens
- Centaurea uniflora subsp. uniflora

Sinonimia
- Centaurea plumosa A.Kern.
- Jacea plumosa Lam.
- Jacea uniflora (Turra) Soják[3]